# Os Tincoãs (álbum de 1973)
Os Tincoãs é o segundo álbum de estúdio do grupo brasileiro Os Tincoãs, lançado no ano de 1973. O álbum marca o início de uma nova fase do grupo, que abandona o bolero e adota canções muito influenciadas por cantigas de candomblé.

## Faixas
1. Deixa a Gira Girar (Mateus / Dadinho / Heraldo)
2. Yansã Mãe Virgem (Mateus / Dadinho)
3. Sabiá Roxa (Adapt. Mateus / Dadinho / Heraldo)
4. Ogundê (Adapt. Mateus / Dadinho)
5. Na Beira do Mar (Mateus / Dadinho)
6. Raposa e Guará (Adapt. Mateus / Dadinho)
7. Saudação aos Orixás (Mateus / Dadinho)
8. Canto Pra Iemanjá (Mateus / Dadinho)
9. Capela D'Ajuda (Mateus / Dadinho / Heraldo)
10. Obaluaê (Adapt. Mateus / Dadinho / Heraldo)
11. A Força da Jurema (Mateus / Dadinho / Heraldo)
12. Embola Embola (Tradicional / Adapt. Mateus / Dadinho)